# Guram Tushishvili
Guram Tushishvili est un judoka géorgien né le 5 février 1995. Il remporte notamment les championnats d'Europe de judo 2017 et les championnats du monde de judo 2018 dans la catégorie des plus de 100 kg, poids lourds.
Il termine 2e des Jeux olympiques d'été de Tokyo 2020.

## Carrière
En 2017, il gagne le tournoi Grand Chelem de Bakou dans la catégorie des +100 kg ; il remporte deux médailles d'or lors des championnats d'Europe de judo à Varsovie : en individuel et par équipe avec l'équipe de Géorgie ;  en septembre, lors des championnats du monde, il perd en demi-finale contre Teddy Riner, alors invaincu depuis sept ans, mais passe près de la victoire. Il perd ensuite en finale de repêchage contre Tuvshinbayar Naidan et termine le tournoi à la cinquième place. Il perd encore contre Riner aux championnats du monde de judo toutes catégories 2017 à Marrakech en 16e de finale. 
En 2018, Alors numéro 1 mondial et en l'absence de Teddy Riner aux championnats du monde de judo 2018, il remporte l'or en battant Ushangi Kokauri par ippon.
En 2024, aux Jeux olympiques d'été de Paris 2024, il est vaincu par ippon aux quarts de finale par Teddy Riner. Mais après le combat,  Tushishvili bouscule Riner, se penche au dessus de lui et l'invective. Tushishvili est alors disqualifié et ne peut participer ni au repêchage pour une médaille de bronze, ni au tournoi par équipes du lendemain. Il est aussi suspendu de toute compétition par la Fédération internationale de judo dans l'attente d'une commission disciplinaire ultérieure,. En septembre 2024, il est suspendu pour 6 mois minimum.

## Palmarès

### Compétitions internationales
| Année | Compétition                          | Lieu        | Résultat    | Catégorie      |
| ----- | ------------------------------------ | ----------- | ----------- | -------------- |
| 2017  | Championnats d'Europe                | Varsovie    | 1er         | plus de 100 kg |
| 2018  | Championnats du monde                | Bakou       | 1er         | plus de 100 kg |
| 2019  | Jeux européens/Championnats d'Europe | Minsk       | 1er         | plus de 100 kg |
| 2020  | Championnats d'Europe                | Prague      | 3e          | plus de 100 kg |
| 2021  | Championnats d'Europe                | Lisbonne    | 3e          | plus de 100 kg |
| 2021  | Jeux olympiques 2020                 | Tokyo       | 2e          | plus de 100 kg |
| 2022  | Championnats d'Europe                | Sofia       | 3e          | plus de 100 kg |
| 2022  | Championnats du monde                | Tachkent    | 3e          | plus de 100 kg |
| 2023  | Championnats d'Europe                | Montpellier | 2e          | plus de 100 kg |
| 2024  | Championnats d'Europe                | Zagreb      | 2e          | plus de 100 kg |
| 2024  | Championnats du monde                | Abou Dabi   | 2e          | plus de 100 kg |
| 2024  | Jeux olympiques 2024                 | Paris       | Disqualifié | plus de 100 kg |

| Année | Compétition                                        | Lieu          | Résultat | Catégorie          |
| ----- | -------------------------------------------------- | ------------- | -------- | ------------------ |
| 2017  | Championnats d'Europe                              | Varsovie      | 1er      | Par équipes hommes |
| 2023  | Championnats du monde                              | Doha          | 3e       | Par équipes        |
| 2023  | Jeux européens (Championnats d'Europe par équipes) | Krynica-Zdrój | 1er      | Par équipes        |
| 2024  | Championnats du monde                              | Abou Dabi     | 3e       | Par équipes        |

### Masters mondial, Tournois Grand Chelem et Grand Prix
| Année | Compétition     | Lieu              | Résultat | Catégorie      |
| ----- | --------------- | ----------------- | -------- | -------------- |
| 2017  | Grand Chelem    | Bakou             | 1er      | Plus de 100 kg |
| 2017  | Masters mondial | Saint-Pétersbourg | 1er      | Plus de 100 kg |
| 2018  | Grand Prix      | Tbilisi           | 1er      | Plus de 100 kg |
| 2018  | Grand Prix      | Zagreb            | 1er      | Plus de 100 kg |
| 2018  | Masters mondial | Guangzhou         | 1er      | Plus de 100 kg |
| 2019  | Grand Prix      | Tachkent          | 1er      | Plus de 100 kg |
| 2020  | Grand Chelem    | Düsseldorf        | 1er      | Plus de 100 kg |
| 2021  | Grand Chelem    | Tel Aviv          | 3e       | Plus de 100 kg |
| 2022  | Grand Chelem    | Tel Aviv          | 1er      | Plus de 100 kg |
| 2022  | Grand Chelem    | Antalya           | 1er      | Plus de 100 kg |
| 2023  | Grand Chelem    | Bakou             | 2e       | Plus de 100 kg |
| 2024  | Grand Prix      | Linz              | 3e       | Plus de 100 kg |
| 2024  | Grand Chelem    | Tbilissi          | 1er      | Plus de 100 kg |

## Style
Guram Tushishvili pèse 115 kg (253 lb) pour 1,93 m (6′ 4″) et possède un physique très musclé et athlétique pour son poids. Très mobile, il est capable de lancer rapidement de grands mouvements d'épaule ainsi que des techniques de jambes.